# Хамад ібн Іса аль-Халіфа
Ця стаття про діючого короля Бахрейну. Про його прадіда — див. Хамад ібн Іса аль-Халіфа (хакім)
Хамад ібн Іса Ал Халіфа (араб. حمد بن عيسى آل خليفة; нар. 28 січня 1950, Ріффа, Бахрейн) — емір Бахрейну (1999—2002), 14 лютого 2002 року проголосив себе королем Бахрейну.

## Біографія

### Спадковий принц
Хамад ібн Іса Аль-Халіфа народився 28 січня 1950 року в родині Іси ібн Салмана Аль-Халіфа, хакіма, а згодом еміра незалежного Бахрейну. 27 червня 1964 року Хамад був проголошений спадкоємцем престолу. Навчався в Leys School в Кембріджі, потім у 1968 році закінчив Mons Officer Cadet School в Альдершоті (графство Гемпшир, Велика Британія).
Після повернення в 1968 році йому було доручено створення сил оборони Бахрейну у зв'язку з майбутнім в 1971 році виведенням британських військ з регіону. Пройшов курс військового навчання у Військово-командному училищі армії США у Форт-Лівенворте (штат Канзас) і в Королівській військовій академії в Сандхерсті (Велика Британія).
Після отримання Бахрейном незалежності в 1971 році він став першим міністром оборони країни, залишаючись на цій посаді до 1988 року. Як міністр оборони Хамад курирував розширення збройних сил Бахрейну і особливо брав участь у формуванні військово-повітряних сил країни. Разом з цим Хамад з 1975 по 1999 рік був головою верховної ради у справах молоді і спорту.

### На чолі держави
6 березня 1999 року помер емір Іса бен Салман Аль-Халіфа. Того ж дня Хамад був проголошений новим еміром країни.
На референдумі, що пройшов 14 і 15 лютого 2001 року, була схвалена Хартія національних дій, в якому 98,41% виборців проголосували на користь документу. Король провів ряд політичних реформ, у тому числі, оголосив політичну амністію, надав політичні права жінкам і надав їм право брати участь у виборах.
У 2002 році виступив проти війни США в Іраку.

#### Масові антиурядові виступи 2011 року
Взимку 2010—2011 рр. в країнах арабського світу почалися масові виступи, викликані різними причинами, але спрямовані головним чином проти правлячої влади. 14 лютого на вулиці різних міст і поселень країни вийшли тисячі протестантів, в основному мусульман-шиїтів. В ході зіткнення з поліцією в цей і наступний день загинули дві людини. Незабаром виступи з вимогами політичних реформ охопили країну, демонстранти розбили наметове містечко на Перлинному майдані в Манамі.
19 лютого король доручив спадковому принцові Салману провести переговори «з усіма без винятку політичними силами країни», а через два дні наказав відпустити з в'язниць ув'язнених-шиїтів
 Для охорони стратегічних об'єктів уряд Бахрейну запросив в країну іноземні війська і вже ввечері 13 березня близько тисячі саудівських військовослужбовців прибули до Бахрейну, трохи пізніше до них приєдналися ще близько 500 поліцейських з ОАЕ. Через два дні Хамад II ввів в країні надзвичайний стан строком на три місяці. 21 березня король Хамад оголосив про розкриття змови: «Зовнішня змова розпалювалася упродовж 20-30 років, поки не дозрів ґрунт для підривних планів…
Сьогодні я оголошую, що змова, що розпалювалася, провалилася»

## Родина
9 жовтня 1968 року шейх Хамад одружився зі своєю двоюрідною сестрою — шейхою Сабікою бінт Ібрагім Аль-Халіфа, від шлюбу з якою у нього народилися три сини — шейхи Салман (1969 р.н.), Абдалла (1975 р.н.) і Халіфа (1977 р.н.), а також донька Наждла (1981 р.н.).
Від другої дружини Шеїа бінт Хасан аль-Храйєш аль-Аджмі у Хамада II народилися сини Насер (1987 р.н.) і Халід (1989 р.н.).
Третьою дружиною стала дочка шейха Фейсала бін Мухаммада бін Шураїма Аль-Маррі, яка народила королю сина Фейсала (1991 р.н.) і двох доньок шейху Нуру і шейху Муніру. Принц Фейсал загинув 12 січня 2006 року у віці 15 років.
Четвертою дружиною Хамада стала донька Джабора аль-Наїмі, що народила сина Султана і дочок шейху Хессу і шейху Ріму.

## Військові звання
- фельдмаршал (1999, Бахрейн)
- маршал Королівських Бахрейнських ВПС (1999, Бахрейн)
- адмірал флоту (1999, Бахрейн)

## Нагороди
З 15 лютого 1979 року кавалер Великого хреста ордена Святих Михайла і Георгія (Велика Британія).